# Nathalie Muylle
Pour les articles homonymes, voir Muylle.
 (juillet 2022).
Si vous disposez d'ouvrages ou d'articles de référence ou si vous connaissez des sites web de qualité traitant du thème abordé ici, merci de compléter l'article en donnant les références utiles à sa vérifiabilité et en les liant à la section « Notes et références ».
Nathalie Ch. Muylle, née le 8 février 1969 à Roulers est une femme politique belge flamande, membre du CD&V.
Elle est licenciée en sciences politiques et sociales et employée. 

## Fonctions politiques
- 2010-2019 : Échevine de Roulers
- depuis le 8 juillet 2004 : Députée fédérale à la Chambre des représentants
- 3 octobre 2019 - 1er octobre 2020 : Ministre fédérale de l'Emploi, de l'Économie et des Consommateurs